# PIFO
PIFO (англ. Primary cilia formation) – білок, який кодується однойменним геном, розташованим у людей на 1-й хромосомі. Довжина поліпептидного ланцюга білка становить 191 амінокислот, а молекулярна маса — 21 973.
| 10         |  | 20         |  | 30         |  | 40         |  | 50         |
| ---------- |  | ---------- |  | ---------- |  | ---------- |  | ---------- |
| MCFSRADAAD |  | NYPFGTCQQR |  | KLFPHFHPPN |  | LIGNKFVPLR |  | GSPHRGPGCY |
| FSDGYGLAYD |  | LSKIPTSIKG |  | YTLGARTAVR |  | FKPIQKEMTP |  | HAGRYQKVSP |
| QQEKHKQNFA |  | PFNVLVPRFK |  | NYPKDTYYPS |  | PGAYNPEKKP |  | PPKIAWPMKF |
| GSPDWAQVPC |  | LQKRTLKAEL |  | STDKDFRKHR |  | NRVAYLSLYY |  | N          |

A: Аланін

C: Цистеїн

D: Аспарагінова кислота

E: Глутамінова кислота

F: Фенілаланін

G: Гліцин

H: Гістидин

I: Ізолейцин

K: Лізин

L: Лейцин

M: Метіонін

N: Аспарагін

P: Пролін

Q: Глутамін

R: Аргінін

S: Серин

T: Треонін

V: Валін

W: Триптофан

Задіяний у таких біологічних процесах, як біогенез та деградація війок, альтернативний сплайсинг. 
Локалізований у цитоплазмі, цитоплазматичних везикулах, апараті гольджі.